# Perisama tepuiensis
Perisama tepuiensis is een vlinder uit de familie Nymphalidae. De wetenschappelijke naam van de soort is voor het eerst geldig gepubliceerd in 2012 door Attal & De Marmels.

## Type
- holotype: "female, 22.IV.56"
- instituut: Museo del Instituto de Zoologia Agricola, Maracay, Venezuela
- typelocatie: "Venezuela, Bolivar, Auyan Tepui, El Zanjón, 2000 m"[2]